# Audrius Petrošius
Audrius Petrošius (* 4. Mai 1988 in Klaipėda) ist ein litauischer konservativer Politiker und Seimas-Mitglied.

## Leben
Nach dem Abitur 2007 an der Vydūnas-Mittelschule Klaipėda schloss Petrošius von 2012 bis 2014 das Bachelorstudium der Politikwissenschaft an der Universität Klaipėda in der litauischen Hafenstadt Klaipėda und von 2011 bis 2015 das Masterstudium der Rechtswissenschaften an der Universität Vilnius in der litauischen Hauptstadt Vilnius ab. 2010 war er Präsident der Studentenvertretung der Mykolas-Romeris-Universität in Vilnius.
Von 2012 bis 2016 war er Direktor des Unternehmens Samvik UAB, von 2017 bis 2018  Niederlassungsleiter im Busunternehmen UAB Kautra, von 2011 bis 2020  Direktor bei Vežesta UAB und  2020 Projektleiter des Abfallwirtschaftszentrums der Region Klaipėda. 
Von 2020 bis 2024 war er Mitglied im 13. Seimas, Mitglied des Ausschusses für Staatsverwaltung und Kommunen. Davor war er im Sozialausschuss. Seit November 2024 ist er Mitglied im 14. Seimas. 
Er ist Mitglied der TS-LKD. 2019 war er Mitglied der Stadtgemeinde Klaipėda mit der Wählergruppe Visuomeninis rinkimų komitetas "Vytautas Grubliauskas ir komanda".